# Virgina Johnson
Virginia Johnson o Virginia E. Johnson, nascuda com a Mary Virginia Eshelman, (Springfield, 11 de febrer de 1925 – Saint Louis, 24 de juliol de 2013) va ser una sexòloga estatunidenca, pionera en la terapia sexual moderna.
Va començar estudis de música i de sociologia, però no els va acabar. El 1957, treballant al departament d'obstetrícia i ginecologia de la Universitat George Washington de Sant Louis, va conèixer William Howell Masters, amb qui va dur a terme diversos estudis sobre la sexualitat humana, publicats en dos volums de gran repercussió: Human Sexual Response (1966) i Human Sexual Inadequacy (1970). Posteriorment, va continuar publicant altres estudis, com ara, Homosexuality in perspective (1979). El 1964, la parella va crear, a Saint Louis, la Reproductive Biology Research Foundation, que el 1978 va passar a anomenar-se Masters and Johnson Institute.